# I Miss You, I'm Sorry
I Miss You, I'm Sorry è un singolo della cantautrice statunitense Gracie Abrams, pubblicato l'8 aprile 2020 come secondo estratto dall' EP di debutto Minor.

## Tracce
1. I Miss You, I'm Sorry – 2:47 (Gracie Abrams, Sarah Aarons)

## Classifiche
| Classifica (2024) | Posizione massima |
| ----------------- | ----------------- |
| Irlanda           | 20                |
| Paesi Bassi       | 98                |
| Portogallo        | 163               |
| Regno Unito       | 81                |